# Together Alone (album)
Ne doit pas être confondu avec Together Alone (album d'Anouk).
Singles
Together Alone est le premier album de l'auteure-compositrice-interprète Alex Hepburn.

## Liste des titres
| No  | Titre                 | Auteur                                  | Durée |
| --- | --------------------- | --------------------------------------- | ----- |
| 1.  | Miss Misery           | Alex Hepburn, James Earp                | 3:01  |
| 2.  | Bad Girl,             | Alex Hepburn, Blair Mackichan           | 3:12  |
| 3.  | Broken Record         | Alex Hepburn, John Tilley               | 2:53  |
| 4.  | Pain is               | Alex Hepburn, Linda Perry               | 3:54  |
| 5.  | Get Heavy             | Alex Hepburn, Julian Emery, Jim Irvin   | 3:46  |
| 6.  | Love to Love you      | Alex Hepburn, Ian Barter, Jamie Hartman | 3:24  |
| 7.  | Reckless              | Alex Hepburn, Paul Barry                | 4:13  |
| 8.  | Angelina              | Alex Hepburn, Dee Adam, James Earp      | 3:52  |
| 9.  | Under                 | Alex Hepburn, Gary Clark                | 3:56  |
| 10. | Hold me               | Alex Hepburn, Ian Barter                | 3:13  |
| 11. | Two Point four        | Alex Hepburn, Dee Adams, James Earp     | 3:28  |
| 12. | Under (radio version) | Alex Hepburn, Gary Clark                | 3:57  |

### Certifications
| Pays   | Organisme | Certification | Vente  |
| ------ | --------- | ------------- | ------ |
| France | SNEP      | Or            | 80 000 |
| Suisse | IFPI      | Or            | 15 000 |